# 全国防灾减灾日
全国防災減災日，是2009年中华人民共和国国务院批准中國國家民政部、國家減災委員會公布的一個紀念日。每年5月12日四川汶川大地震發生當日為防災減災日，目的是希望加強社會對災區重建防災工作的重視。

## 由来
2008年5月12日，中华人民共和国四川汶川发生里氏8.0级特大地震。据统计，汶川大地震共造成69227到300000人死亡，是中华人民共和国成立以来破坏力最大的地震，也是唐山大地震後傷亡最惨重的一次。这场大地震给中国人民带来了巨大的心理压力和难以愈合的心灵创伤，堪称国家和民族史上的重大灾难。
2008年6月，山西省太原市有政协委员提议，为表达对灾害遇难者的追思，增强全民忧患意识，提高防灾减灾能力，有必要设立“防灾减灾日”或“中国赈灾日”，借此表达对地震遇难者的纪念，弘扬团结抗灾的精神。于是，2009年3月2日，国家减灾委、民政部发布消息，经国务院批准，自2009年起，每年5月12日为全国“防灾减灾日”。

## 目的
国家减灾委办公室有关负责人表示：“防灾减灾日”的设立，有利于唤起社会各界对防灾减灾工作的高度关注，有利于全社会防灾减灾意识的普遍增强，有利于推动全民防灾减灾知识和避灾自救技能的普及推广，有利于各级综合减灾能力的普遍提高，最大限度地减轻自然灾害的损失。

## 标志
国家“防灾减灾日”图标以彩虹、伞、人为基本构图元素。伞状弧形蕴含防灾减灾“以人为本”的理念和呵护人民生命财产安全的目标。彩虹寓意着美好、和谐的生活。双人执伞代表全民携手，共同参与防灾减灾。“5·12”代表每年5月12日为国家“防灾减灾日”。

## 活動
中华人民共和国國家減災委員會会同有关部门，针对不同宣传教育对象，於防災減災日當天采取了多种形式开展全国性的防灾减灾宣传教育活动，向公众普及灾害常识、防灾减灾知识和避灾自救互救技能，借此提高全社会风险防范意识、知识水平和避险自救能力。在“防灾减灾日”期间，國家減災委員會亦會联合有关部门开展系列宣传教育活动。
於第一次防災減災日（2009年5月12日）之中，纪念汶川地震一周年活动在汶川縣映秀鎮举行，中共中央总书记胡锦涛、國務院副總理李克強等黨和國家領導人、社會各界人士及駐華使節等出席有關活動。民間亦舉辦不同的纪念汶川地震一周年活动、大型宣传咨询活动、防灾减灾志愿服务周、现场救护培训活动及抗震救灾自救自护技能演练等活動。
於第二次防災減災日（2010年5月12日）之中，中华人民共和国国家减灾委下发通知，就开展“防灾减灾日”活动作出了安排部署，5月7日至13日在中国全国集中开展防灾减灾宣传周活动。“综合防灾减灾与可持续发展论坛”是防灾减灾日的一项重要活动，本次主题为“加强综合防灾减灾，促进经济社会可持续发展”。在论坛上，中国国内防灾减灾领域的专家学者和政府官员围绕“全球气候变化背景下我国综合防灾减灾战略”、“科技进步与综合防灾减灾”、“巨灾综合风险防范与应急体系建设”、“灾后恢复重建与可持续发展”等4个专题进行了交流和讨论。